# Лосар
Лосар (тиб. ལོ་གསར་; Вайли: lo-gsar; буквально: Новый год; кит. трад. 洛薩, упр. 洛萨, пиньинь Luòsa или кит. трад. 羅皇節, упр. 罗皇节, пиньинь Luóhuángjié) — тибетский праздник Нового года. Празднуется согласно тибетскому традиционному календарю, начиная с первого дня первого лунного месяца. Связан с чередой очистительных обрядов в канун наступления, и с благопожеланиями начиная с первого дня Нового года. Праздничными являются первые две недели после Нового года. Двухнедельный новогодний цикл завершает буддийский праздник Чотрул Дючен.

## Канун праздника
В традиционном Тибете подготовка к Новому году начиналась во второй половине 12-го месяца. В южных пригородах Лхасы население с песнями собирало и заготавливало топливо для новогодних монастырских праздников, когда в Лхасе собиралось 20—30 тысяч монахов. На центральных улицах устанавливались шесты для флагов, в Баркхоре их чинили и шили новые. Двери и окна домов украшали лентами и гирляндами. Зонтики и флаги на крышах домов обновляли.
В деревнях перед Новым годом проводились очистительные церемонии. В 22 день 12 месяца каждая семья готовила линга — фигурку из теста, к которой крепили кусочки ткани, шерстяные и шелковые, монетки и украшения, а затем заклинали злых духов войти в фигурку. В течение последующих дней линга почитали, а на 29 день или непосредственно перед Новым годом приглашали ламу, чтобы тот унёс линга из дома и выбросил на перекрёстке.
В последний день старого года в доме наводилась чистота, вывешивались новые танка в алтарях. Стены, столбы и балки домов, земля перед домом с помощью муки или жидкого теста, замешанного на воде, разукрашиваются благоприятными символами (ваза-бумба, цветок, солнце и луна и др.). К дверям прикреплялись ветки можжевельника.
В этот день готовилось специальное блюдо чемар, используемое как жертвоприношение в церемониях благопожелания и процветания. Пеклись горы пирожков для подарков.
В семьях готовились клёцки со знаковой начинкой 8 или 9 видов (дерево, бумага, камешек, уголёк, соль, навоз и др.). Эти булочки ели в полдень первого дня нового года. По тому, какая начинка кому доставалась, определяли, каким будет год для получившего эту начинку человека: тот, кто находил бумагу, будет успешен в учёбе или науках, нашедший навоз получит удачу, а дерево — нищету.
Старый год провожают с бросанием торма и выбрасыванием линга, населённых демонами, под аккомпанемент ружей и криков, которые должны разогнать злые силы.

### Чам
В монастырях по случаю проводов старого года разыгрывалась мистерия Чам, включавшую серию танцев монахов в масках, мирян с мечами, и торжественное выбрасывание торма и линга. Чам должен был проводиться в хорошую погоду, астрологи рассчитывали его дату индивидуально.

### Ночь на Новый год
В ночь на Новый год по Лхасе ходили толпы празднующих. Ряженые стучались в дома с благопожеланиями и получали в подарок хадаки, пиво чанг и жареные пирожки.

## Наступление Нового года

### Первый день
Утром Нового года в деревне все старались встать как можно раньше. Вставший в семье первым приносил свежую воду из источника, совершалось воскурение перед алтарём, семья после молитв перед домом, не входя в него, умывалась, стриглась и переодевалась в новые одежды, после чего могла вернуться в дом.
В первый день избегали неприятных встреч и разговоров. Манипа — ряженые, иногда называемые «белыми демонами», ходили с благопожелательными песнями и мантрами от дома к дому. Лица у многих были выкрашены наполовину белой, наполовину красной краской, у некоторых лица закрывали белые и синие маски с бородой.
Родственники в эти дни стремились посетить друг друга, одетыми в новые одежды и при всех драгоценностях. Поздравляя друг друга, гости и хозяева бросали через левое плечо горстку цампы, вторую отправляли в рот и запивали чангом.
Далай-лама в первый день Нового года устраивал торжественный приём на вершине Поталы, во время которого перед собравшимися первыми лицами Тибета десять мальчиков в белых тюрбанах, к ногам которых были привязаны колокольчики, исполняли воинственный танец с алебардами.
На улицах Лхасы шли народные гулянья. Женщины, собравшись по трое и по четверо, водили хороводы с песнями. Дети прыгали через веревочные прыгалки. С наступлением темноты зажигались спички, дающие розовый цвет.

### Второй день
Во второй день в некоторых городах совершался обряд спуска людей по верёвке с высоты. В Лхасе два человека спускались с юго-западного угла Красного дворца Поталы до каменной стены на специальных сёдлах, размахивая флажками. Считалось, что это предотвратит войны.

### Пятнадцатый день
Пятнадцатый день, Чотрул Дючен, завершает цикл новогодних торжеств. Этот праздник связывает прошедшие праздничные дни с Буддой Шакьямуни, который в этот день был признан победителем на соревновании в демонстрации сверхобычных сил (сиддхи).

## Даты
Тибетский календарь является лунно-солнечным календарём. Лосар отмечается с первого по третий день первого лунного месяца.
| Обычный год | Тибетский год      | Тибетский год | Лосар         | элемент и животное    |
| ----------- | ------------------ | ------------- | ------------- | --------------------- |
| 2008        | раб джунг 17 ло 22 | 2135          | 7—9 февраля   | мужчина земля мышь    |
| 2009        | раб джунг 17 ло 23 | 2136          | 25—27 февраля | женщина земля бык     |
| 2010        | раб джунг 17 ло 24 | 2137          | 14 февраля    | железный тигр         |
| 2011        | раб джунг 17 ло 25 | 2138          | 5 марта       | железная крольчиха    |
| 2012        | раб джунг 17 ло 26 | 2139          | 22 февраля    | водяной дракон        |
| 2013        | раб джунг 17 ло 27 | 2140          | 11 февраля    | водяная змея          |
| 2014        | раб джунг 17 ло 28 | 2141          | 2 марта       | деревянный конь       |
| 2015        | раб бьюнг 17 ло 29 | 2142          | 18/19 февраля | деревянная овца/ коза |